# Los Morales, Querétaro Arteaga
Los Morales är en ort i Mexiko.   Den ligger i kommunen Peñamiller och delstaten Querétaro Arteaga, i den centrala delen av landet, 190 km norr om huvudstaden Mexico City. Los Morales ligger 1 328 meter över havet och antalet invånare är 132.
Terrängen runt Los Morales är kuperad åt sydväst, men åt nordost är den bergig. Runt Los Morales är det ganska tätbefolkat, med 54 invånare per kvadratkilometer. Närmaste större samhälle är Pinal de Amoles, 12,3 km nordost om Los Morales. I omgivningarna runt Los Morales växer huvudsakligen savannskog.